# 伊貝林：在魔幻世界登入人生
《伊貝林：在魔幻世界登入人生》（英語：The Remarkable Life of Ibelin），原片名《Ibelin》。是一部2024年挪威紀錄片，由班傑明・里執導。

## 劇情
馬茲·斯坦（Mats Steen）是一名患有杜興氏肌肉失養症的挪威男子，隨著病情惡化，他逐漸無法參與日常活動。因此，他將大部分時間投入在電玩遊戲，特別是《魔兽世界》。他的父母擔心他會錯過現實生活的體驗，卻不知道他在遊戲中建立了豐富的人際關係。
在生命的最後階段，斯坦開始寫部落格，記錄自己與疾病共存的心路歷程。他於25歲時辭世，並留下部落格的登入密碼。他的家人透過部落格公布他的死訊，意外收到來自世界各地遊戲好友的悼念與回應。紀錄片透過遊戲動畫、家人及公會成員的訪談，以及斯坦的部落格內容，重現他在《魔獸世界》公會Starlight裡的傳奇人生——在這個虛擬世界裡，他扮演著伊貝林·瑞德摩（Ibelin Redmoore）這個角色。
在遊戲中，斯坦選擇隱瞞自己的真實身分與病情，因為他害怕公會成員知道後會對他產生不同的看法。他僅透過文字聊天與夥伴交流，卻仍然與他們建立了深厚的情誼，成為一位大家願意訴說心事的可靠朋友。
然而，隨著病情惡化，斯坦逐漸難以維持正常的遊戲習慣，情緒變得焦躁，甚至與公會成員發生衝突。他曾因情緒失控對某位夥伴發脾氣，之後卻因健康急劇惡化而被迫住院。這名被他指責過的公會夥伴察覺到斯坦的異常，主動關心並詢問他的狀況。斯坦最終向這位朋友坦承自己的病情以及他長久以來的恐懼，擔心自己若讓大家知道真相，會被當作異類或特別對待。好友鼓勵他勇敢地向公會成員說明實情，於是斯坦決定向大家公開病情，並誠摯地為自己的行為道歉，最終也分享了他的部落格。
斯坦最終因肌肉萎縮症去世，五位公會成員從海外專程來到奧斯陸參加他的葬禮，而其他夥伴則在遊戲中齊聚悼念，並將這項儀式延續為每年的紀念傳統。紀錄片的最後，以斯坦的墓碑作結，碑文上寫著：「馬茲『伊貝林』斯坦（Mats 'Ibelin' Steen）」，象徵著他在虛擬世界與現實世界中，留下的深遠影響。

## 上映與發行
《伊貝林：在魔幻世界登入人生》於2024年1月19日在日舞影展的世界紀錄片競賽單元首映，並榮獲「世界紀錄片觀眾票選獎」與「世界紀錄片最佳導演獎」兩項大獎。
不久後，Netflix取得本片的全球發行權。隨後，電影陸續在各大影展放映，包括5月的芝加哥影評人影展（Chicago Critics Film Festival）以及8月的紐西蘭國際影展（New Zealand International Film Festival），並正式更名為《伊貝林：在魔幻世界登入人生》。此外，本片也入選2024年MAMI孟買影展（MAMI Mumbai Film Festival）的世界電影單元。

## 迴響

### 評價
根据評論匯總网站爛番茄汇总的50篇评论文章，98%的评论家给予该作正面评价，平均打分为7.9分（满分10分） 在Metacritic上，根據16位影評人給予78分（滿分100分），這部電影獲得了「普遍好評」。
《綜藝》盛讚本片：「這部電影彷彿是一個獨立的世界，展現了電影創作如何讓一個人的數位足跡成為一種不朽的象徵，撫慰最深的遺憾與哀傷。」
其他媒體也紛紛給予高度評價，包括《好萊塢報導》、《IndieWire》以及歐洲影評網站《Cineuropa》，後者認為導演班傑明·瑞伊最終呈現的並非關於死亡的故事，而是一部關於友情、愛與生命的作品。

### 獲獎
| 獎項               | 日期           | 獎項類別                  | 得獎者                                                                                      | 結果 | 来源   |
| ------------------ | -------------- | ------------------------- | ------------------------------------------------------------------------------------------- | ---- | ------ |
| 日舞影展           | 2024年1月28日  | 世界紀錄片類 – 評審團大獎 | 伊貝林：在魔幻世界登入人生                                                                  | 提名 | [ 14 ] |
| 日舞影展           | 2024年1月28日  | 世界紀錄片類 – 觀眾票選獎 | 伊貝林：在魔幻世界登入人生                                                                  | 獲獎 | [ 14 ] |
| 日舞影展           | 2024年1月28日  | 世界紀錄片類 – 最佳導演   | Benjamin Ree                                                                                | 獲獎 | [ 14 ] |
| 阿曼達獎           | 2024年8月23日  | 最佳電影                  | Benjamin Ree & Ingvil Giske                                                                 | 獲獎 | [ 15 ] |
| 阿曼達獎           | 2024年8月23日  | 最佳紀錄片                | Benjamin Ree & Ingvil Giske                                                                 | 提名 | [ 15 ] |
| 阿曼達獎           | 2024年8月23日  | 最佳導演                  | Benjamin Ree                                                                                | 提名 | [ 15 ] |
| 阿曼達獎           | 2024年8月23日  | 最佳剪輯                  | Robert Stengård                                                                             | 獲獎 | [ 15 ] |
| 阿曼達獎           | 2024年8月23日  | 最佳視覺效果              | Rasmus Tukia Ada Wikdahl Chris Kongshaug Derek Bancroft Sindre Hammersbøen & Arash Ebrahimi | 提名 | [ 15 ] |
| 蘇黎世影展         | 2024年10月13日 | 最佳國際紀錄片            | 伊貝林：在魔幻世界登入人生                                                                  | 提名 | [ 16 ] |
| 評論家選擇紀錄片獎 | 2024年11月10日 | 最佳紀錄長片              | 伊貝林：在魔幻世界登入人生                                                                  | 提名 | [ 17 ] |
| 評論家選擇紀錄片獎 | 2024年11月10日 | 最佳傳記紀錄片            | 伊貝林：在魔幻世界登入人生                                                                  | 提名 | [ 17 ] |
| 評論家選擇紀錄片獎 | 2024年11月10日 | 最佳導演                  | Benjamin Ree                                                                                | 提名 | [ 17 ] |
| 評論家選擇紀錄片獎 | 2024年11月10日 | 最佳配樂                  | Uno Helmersson                                                                              | 提名 | [ 17 ] |
| 評論家選擇紀錄片獎 | 2024年11月10日 | 最佳剪輯                  | Robert Stengård                                                                             | 提名 | [ 17 ] |
| 國際紀錄片協會獎   | 2024年12月5日  | 最佳紀錄片長片            | Benjamin Ree, Ingvil Giske                                                                  | 提名 | [ 18 ] |
| 國際紀錄片協會獎   | 2024年12月5日  | 最佳原創音樂              | Uno Helmersson                                                                              | 提名 | [ 18 ] |
| 歐洲電影獎         | 2024年12月7日  | 歐洲青年觀眾獎            | 伊貝林：在魔幻世界登入人生                                                                  | 獲獎 | [ 19 ] |
| Astra電影獎        | 2024年12月8日  | 最佳紀錄長片              | 伊貝林：在魔幻世界登入人生                                                                  | 提名 | [ 20 ] |
| 奧斯汀影評人協會獎 | 2025年1月6日   | 最佳紀錄片                | 伊貝林：在魔幻世界登入人生                                                                  | 提名 | [ 21 ] |
| Cinema Eye榮譽獎   | 2025年1月9日   | 觀眾票選獎                | 伊貝林：在魔幻世界登入人生                                                                  | 提名 | [ 22 ] |
| Cinema Eye榮譽獎   | 2025年1月9日   | 傑出視覺設計              | Rasmus Tukia and Ada Wikdahl                                                                | 提名 | [ 22 ] |
| Cinema Eye榮譽獎   | 2025年1月9日   | 傑出原創音樂              | Uno Helmersson                                                                              | 獲獎 | [ 22 ] |

## 外部連結
- 互联网电影数据库（IMDb）上《伊貝林：在魔幻世界登入人生》的资料（英文）